# Ludwig Schorlemmer
Ludwig Schorlemmer (* 26. März 1847 in Darmstadt; † 6. Dezember 1926 ebenda) war ein deutscher Sozialdemokrat.

## Leben
Christoph Ludwig Heinrich Schorlemmer war eines von zehn Kindern des Schreiners Johannes Schorlemmer und seiner Frau Katharine Philippine Schorlemmer. Sein ältester Bruder war der bekannte Chemiker Carl Schorlemmer. Er übte die Berufe eines Drehermeisters und Kaufmanns aus.
Schorlemmer, der Leser der illegalen Zeitschrift Der Sozialdemokrat war und auch mit Friedrich Engels im Briefverkehr stand, wurde Opfer von Hausdurchsuchungen. Er gehörte zu den Menschen, die halfen, das Sozialistengesetz, das die Freiheit der arbeitenden Bevölkerung beschnitt, zu beendigen. Er war Leser der Neuen Zeit, besaß Friedrich Engels’ Schrift Der Ursprung der Familie, des Privateigentums und des Staats in der Züricher Ausgabe von 1884, die sich in seinem Nachlass erhalten hat und wurde von Engels über den Fortgang der Herausgabe des dritten Bandes von Marx’ Kapital informiert.
Sein Briefwechsel mit Friedrich Engels zwischen 1890 und 1895, der jeweils 18 Briefe von und an Engels umfasst und zu den umfangreichsten von Engels aus dieser Zeit gehört, drehte sich um die Sicherung des Nachlasses von Carl Schorlemmer, Informationen über Marx Kapital sowie um den Austausch von persönlichen Nachrichten. Eine Veröffentlichung des gesamten Briefwechsels in der Marx-Engels-Gesamtausgabe steht noch aus.
Schorlemmer war vom 6. Oktober 1872 an mit Katharine Christiane Bing (1848–1885) verheiratet und hatte sechs Kinder.

## Briefe
- Friedrich Engels an Ludwig Schorlemmer 29. April 1893.
- Friedrich Engels an Ludwig Schorlemmer 31. Juli 1893.
- Friedrich Engels an Ludwig Schorlemmer 19. Dezember 1893.
- Friedrich Engels an Ludwig Schorlemmer 5. Juli 1894.
- Friedrich Engels an Ludwig Schorlemmer 3. Januar 1895.